# Lámpara eléctrica

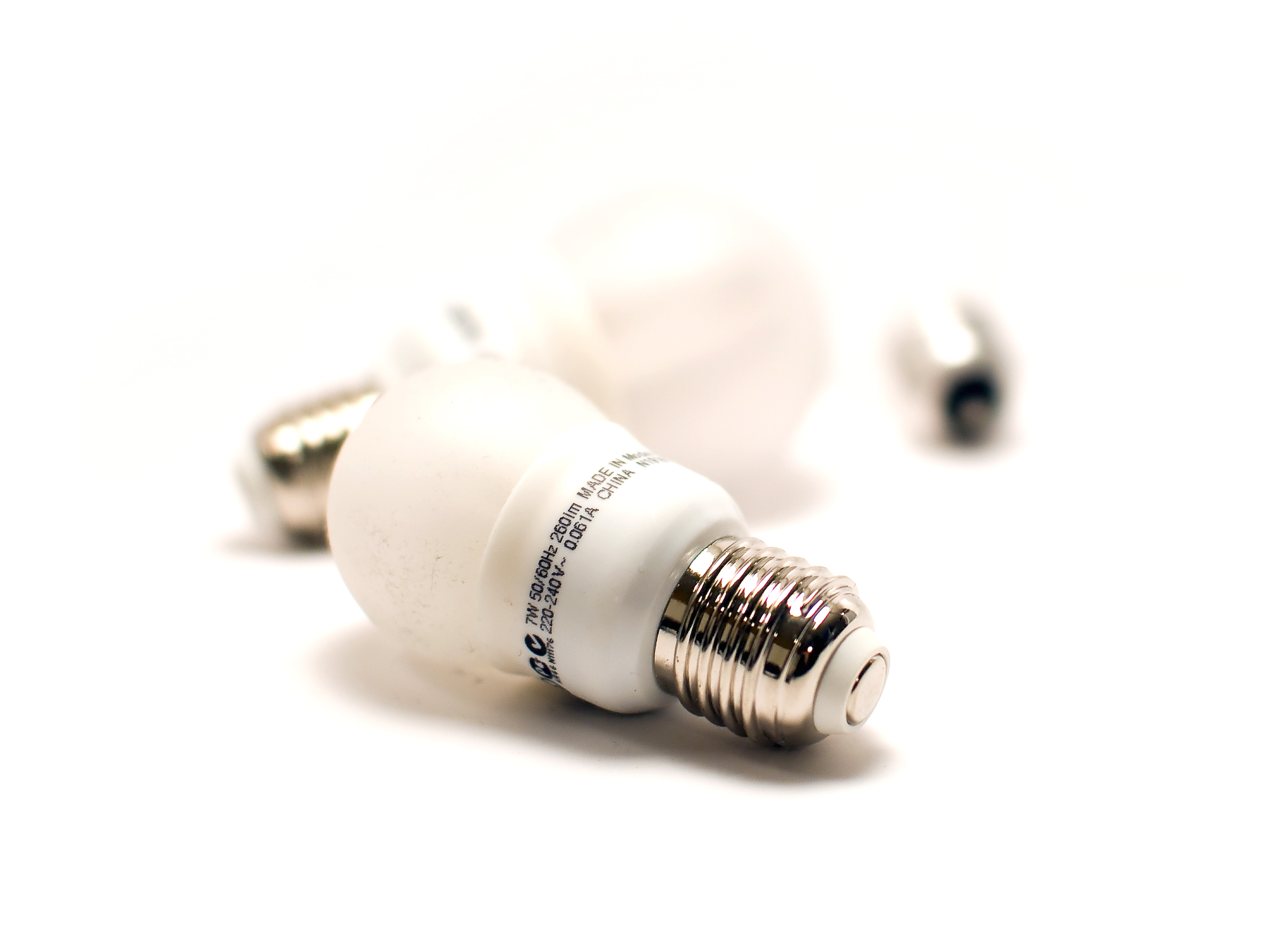
Varias lámparas fluorescentes compactas.

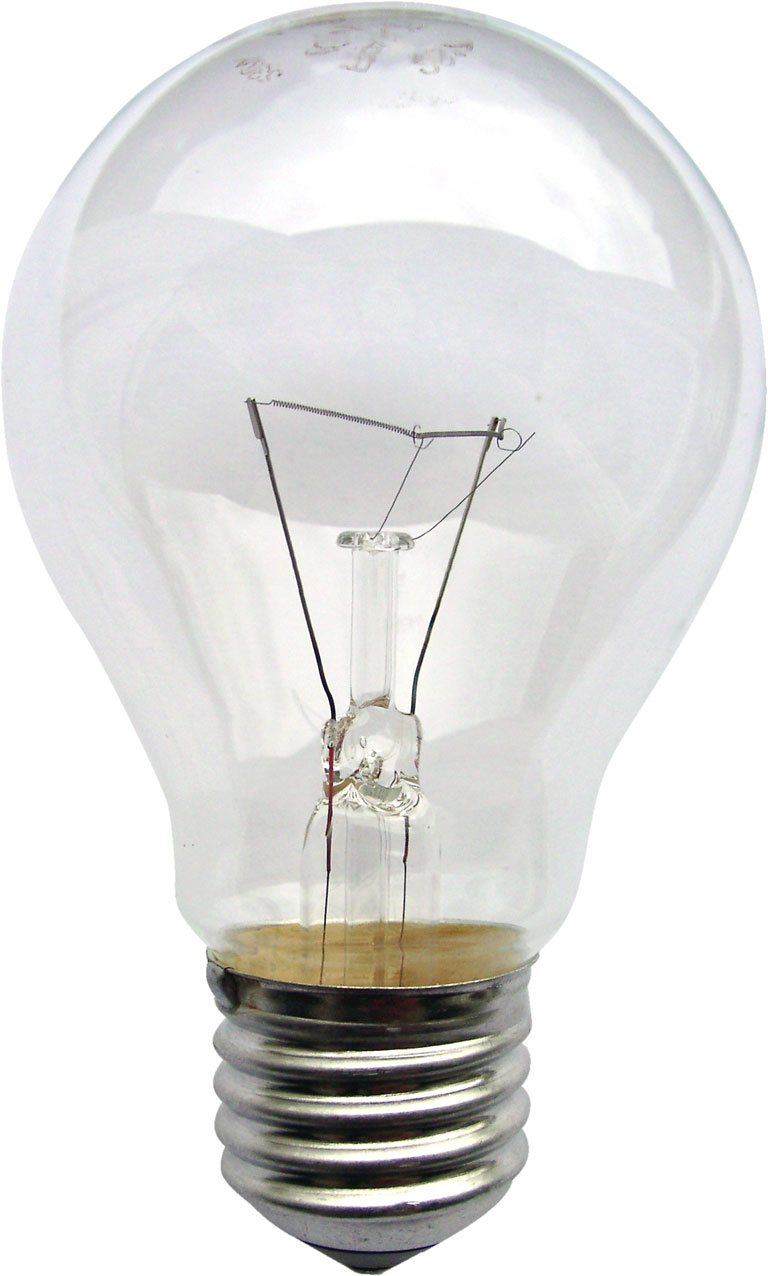
Una bombilla incandescente clásica.

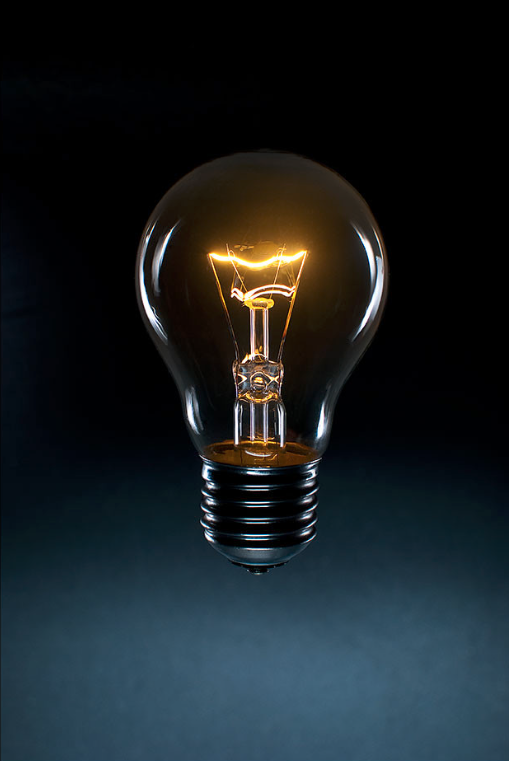
Bombilla de incandescencia.

Una lámpara eléctrica, bombilla, ampolleta o foco es un dispositivo eléctrico que produce luz a partir de energía eléctrica. Esta conversión puede realizarse mediante distintos métodos como el calentamiento por efecto Joule de un filamento metálico, por fluorescencia de ciertos metales ante una descarga eléctrica o por otros sistemas. En la actualidad se cuenta con tecnología para producir luz con eficiencias del 10 al 70 %, como la tecnología LED.
En su uso técnico, es un componente reemplazable que produce luz de la electricidad. Es la forma más común de la iluminación artificial y es esencial a la sociedad moderna, proporcionando la iluminación interior para los edificios y la luz exterior para las comunidades humanas actuales.
La creación de la primera lámpara eléctrica incandescente la creó Heinrich Göbel. El 27 de enero de 1880 le fue concedida la patente, con el número 223.898. Otros inventores también habían desarrollado modelos que funcionaban en laboratorio, incluyendo a Joseph Swan, Henry Woodward, Mathew Evans, James Bowman Lindsay, William Sawyer y Humphry Davy. Cabe recordar que el alemán, Heinrich Göbel ya había registrado su propia bombilla incandescente en 1855, mucho antes por tanto que Thomas A. Edison. Tiempo después, pero siempre antes que a Edison, el 11 de julio de 1879 se le concedió al ingeniero ruso Aleksandr Lodygin la patente nº 1619 por una bombilla incandescente. El inventor ruso utilizó un filamento de carbono.
Las tres principales categorías de luces eléctricas son las lámparas incandescentes, que producen luz por un filamento calentado por la corriente eléctrica; las lámparas de descarga de gas que producen luz mediante un arco eléctrico a través de un gas; y por último, las lámparas LED que producen luz por un flujo de electrones a través de la brecha de banda en un semiconductor.
La lámpara eléctrica es uno de los inventos más utilizados por el hombre desde su creación hasta la fecha. Según un ranking de la revista Life es la segunda  invención más útil del siglo XIX.

## Tipos de lámparas eléctricas
Desde el desarrollo de la primera lámpara eléctrica incandescente a finales del siglo XIX se fueron sucediendo diversos e innovadores sistemas:
- Lámpara de Nernst
- Lámpara incandescente
- Lámpara de descarga
  - Lámpara fluorescente
  - Lámpara fluorescente compacta
  - Lámpara de haluro metálico
  - Lámpara de vapor de sodio
  - Lámpara de vapor de mercurio
  - Lámpara de neón
  - Lámpara de deuterio
  - Lámpara xenón
- Lámpara LED
- Lámpara de plasma
- Flash (fotografía)